# Omni Bearing Indicator
Omni Bearing Indicator (OBI) är ett flyginstrument som används tillsammans med radionavigeringssystemet VOR och gör att piloten kan avläsa flygplanets radial till eller från en VOR-fyr. 